# Otter Brook
Otter Brook est une communauté située dans le comté de Colchester en Nouvelle-Écosse au Canada. Elle est située le long de la route 289.

## Annexe